# Смертельная инъекция

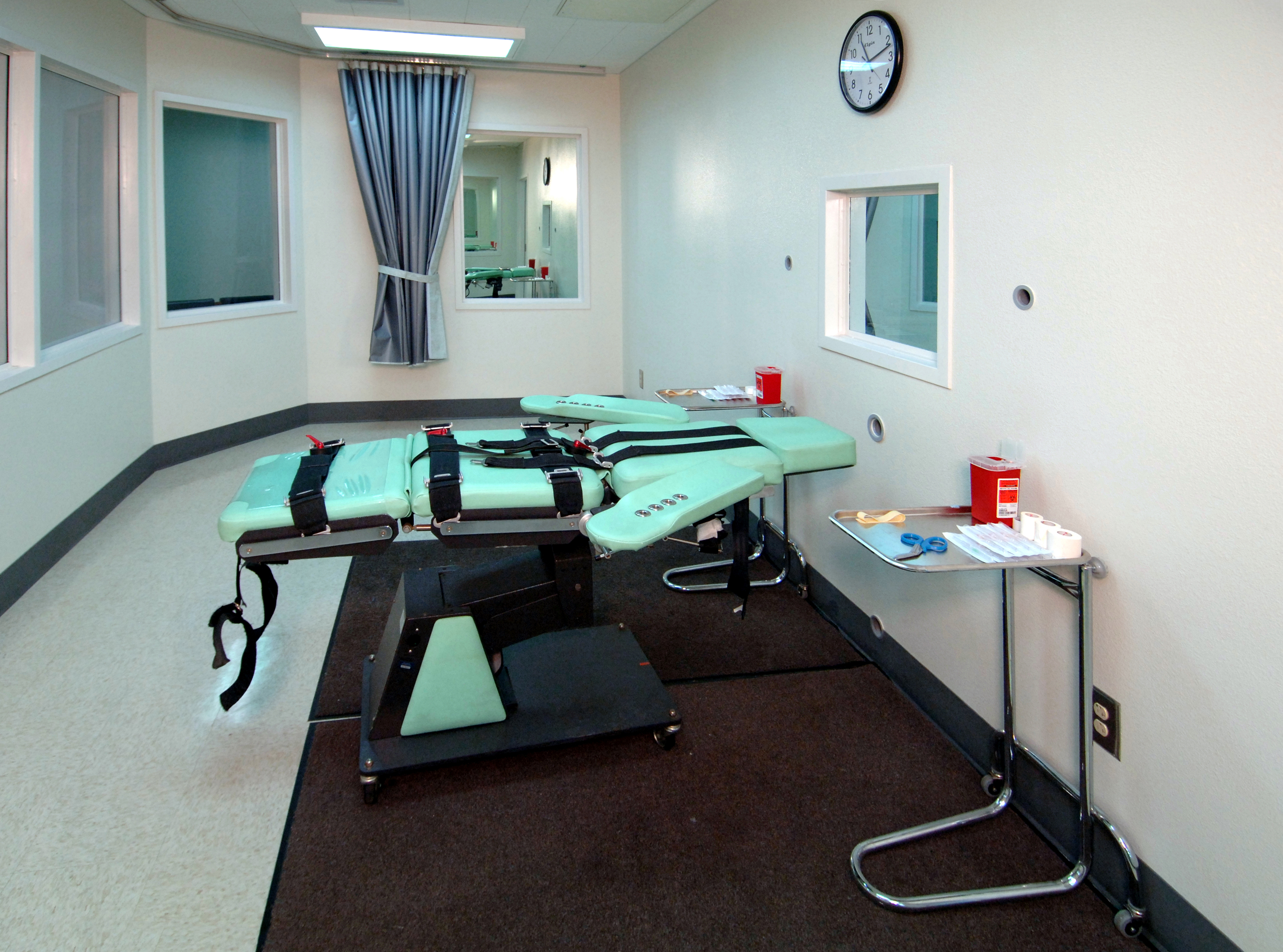
Комната для смертельных инъекций в тюрьме Сан-Квентин. На кресле фиксируется смертник

Смерте́льная инъе́кция (англ. Lethal Injection) — смертная казнь, представляющая собой введение в организм казнимого раствора ядов или сильнодействующих веществ. Одновременно, с целью ограничения физических страданий, может также вводиться обезболивающее. По своей сути аналогична эвтаназии (усыплению).

## Применение
Смертельная инъекция применяется в качестве метода смертной казни в ряде штатов США, а также на Филиппинах, в Таиланде, во Вьетнаме и в Китае.
В большинстве штатов США смертельной инъекцией, как более гуманным видом казни, была заменена казнь на электрическом стуле. Вместе с тем в декабре 2006 года смертельная инъекция была признана неконституционной в штате Калифорния, что мотивировалось восьмой поправкой к Конституции США, запрещающей жестокие и необычные наказания — было сочтено, что процедура оказывается неоправданно болезненной. По тем же мотивам смертельные инъекции были запрещены в 2006 году в штатах Флорида, Огайо и Миссури. Во всех штатах, кроме Калифорнии, смертельная инъекция была позже восстановлена. В Калифорнии фактически сформировался негласный мораторий на смертную казнь, так как из-за запрета смертельной инъекции в штате с 2006 года не было ни одной казни.
Во Флориде применение смертельной инъекции возобновилось в 2008 году, когда были казнены двое преступников.
О применении смертельных инъекций к восточным рабочим в нацистской Германии см. Остарбайтеры.

## Порядок проведения казни

Смертельная инъекция как способ казни по штатам США, данные на 2007 год
Единственный вариант
Основной вариант с альтернативами
Ранее использовалась, теперь нет
Была легализована, но никогда не применялась, и затем была запрещена
Никогда не использовалась

Применяемый в конце XX — начале XXI века способ был разработан в 1977 году судмедэкспертом Джеем Чапмэном и одобрен Стенли Дойчем. Смертник фиксируется в лежачем положении на специальном кресле, ему устанавливаются два периферических венозных катетера. Процедура казни отличается от многокомпонентной общей анестезии только дозами и скоростью введения препаратов. Сами лекарственные средства широко известны и безопасны для применения в клинической практике. Смерть наступает в период от 5 до 18 минут после начала казни. Непосредственной причиной смерти является гипоксия, поскольку после введения миорелаксанта парализуется скелетная мускулатура и человек лишается возможности самостоятельно дышать. Существует специальная машина для ввода препаратов, но в большинстве штатов предпочитают вводить растворы вручную, полагая это более надёжным. После наступления смерти проводится аутопсия, затем тело либо выдаётся родственникам казнённого, либо производится его захоронение за государственный счёт.
Последовательно вводятся следующие препараты:
- Тиопентал натрия — дешёвый внутривенный анестетик короткого действия из группы барбитуратов. Используется для отключения сознания (в качестве гипнотика), хотя может угнетать дыхательный центр самостоятельно. Для вводного наркоза используется доза 3,5 мг/кг (типично 250 мг для взрослого человека), для казни — от 5 граммов[8]. Сознание отключается через 2-3 минуты после начала введения.
- Панкурония бромид — недеполяризующий миорелаксант длительного действия. Для комфорта смертника и обеспечения гуманной казни препарат вводится только после отключения сознания. В анестезиологической практике после введения миорелаксанта пациента переводят на ИВЛ, в случае же с казнимым — ждут развития паралича с прекращением самостоятельного дыхания. Доза рассчитывается как 0,05 мг/кг идеальной массы тела[9], но для казни — фиксированная доза в 100 мг.
- Хлорид калия — быстрое введение солей калия приводит к электролитным нарушениям и химической кардиоплегии (остановке сердца). Даже после смерти мозга, несмотря на глубокую гипоксию, сердце человека продолжает сокращаться, хотя и с постепенно ухудшающимся ритмом. Хлорид калия является дешёвым и доступным средством для перевода брадикардии и электромеханической диссоциации в асистолию. Отсутствие электрической активности сердца (изолиния на ЭКГ) в течение нескольких минут является удобным критерием для констатации смерти[7].

Таким образом, казнь человека любого возраста и массы тела может быть осуществлена при внутривенном введении 100 мг панкурония бромида. Дополнительные препараты нужны из этических или практических соображений. Техас и Оклахома вскоре приняли законы, разрешающие применение такой комбинации; первое применение произошло в Техасе в конце 1982 года. Вслед за ними сходные законы были приняты ещё в 34 штатах США. Фактически первый препарат усыпляет смертника, остальные два убивают его.
После того, как в ряде штатов начались судебные процессы против применения смертельной инъекции, инициаторы которых утверждали, что использование описанного набора веществ приводит к неоправданной болезненности процедуры, были предприняты попытки заменить препарат, используемый при казни. Так, в штате Огайо решением суда штата классический «техасский коктейль» был заменён на смертельную дозу барбитуратов (используемых, в частности, в ветеринарии для усыпления животных).

## Критика
По мнению критиков данного метода казни, смертельная инъекция создаёт лишь видимость гуманного способа умерщвления, не являясь таковым в действительности. По некоторым данным, на практике дозировки препаратов нередко нарушаются. Изучение записей о результатах вскрытия казнённых в нескольких штатах США показало, что концентрация обезболивающих веществ в крови у них ниже, чем необходимо для хирургической операции, а в некоторых случаях настолько низка, что казнимые могли оставаться в полном сознании. Между тем при отсутствии обезболивания введение павулона и хлорида калия вызывает удушье и сильнейшие боли. Кроме того, квалификация персонала, делающего инъекции, часто недостаточна для того, чтобы уверенно и быстро ввести иглы в вены. Известны случаи, когда казнь затягивалась на десятки минут, а казнимый оказывался буквально исколот из-за того, что палачам не удавалось найти подходящую для инъекции вену. Запрет на смертельные инъекции во Флориде был введён после того, как при казни Анхеля Диаса ему не попали в вену и ввели растворы в мышцу, в результате чего до наступления смерти прошло более получаса.
Общественность высказала мнение, что введение растворов при казни должны делать профессиональные медики. Однако этическими правилами Американской медицинской ассоциации принимать участие в проведении смертной казни им запрещено.
В Китае на 2006 год около половины смертных казней производились путём смертельной инъекции. Приговорённого обычно забирает специальный мобильный фургон (Jinguan Auto), в котором при участии врачей производится сама казнь. Использование инъекций и проведение процедуры в фургоне позволяют удешевить и ускорить казнь: не требуется постройка специальных дорогих помещений, для инъекции требуется лишь четыре человека. Часто органы убитых, за исключением испорченного медикаментами сердца, продаются для трансплантации, в том числе нелегально, а применение фургонов ускоряет доставку органов и позволяет сократить время между смертью и пересадкой органа. Изъятие некоторых органов, например, печени, должно производиться не позднее 5 минут после остановки сердца (к примеру, в США считается, что при изъятии органов ранее чем через 10—15 минут после инъекции, причиной смерти приговорённого может быть сам хирургический процесс). Останки погибших кремируют вскоре после казни, без предъявления родственникам или независимым свидетелям. Известно, что в Китае проводится намного больше трансплантаций, около 10—20 тысяч в год, чем доступно органов от добровольных доноров. Например, в 8—10 тысячах пересадок почек лишь около 3-4 % органов было получено от добровольцев. Начиная с середины 2014 года, по заявлению властей КНР, подобное изъятие органов будет производиться только с согласия приговорённого.